# Jean-Marie Besset

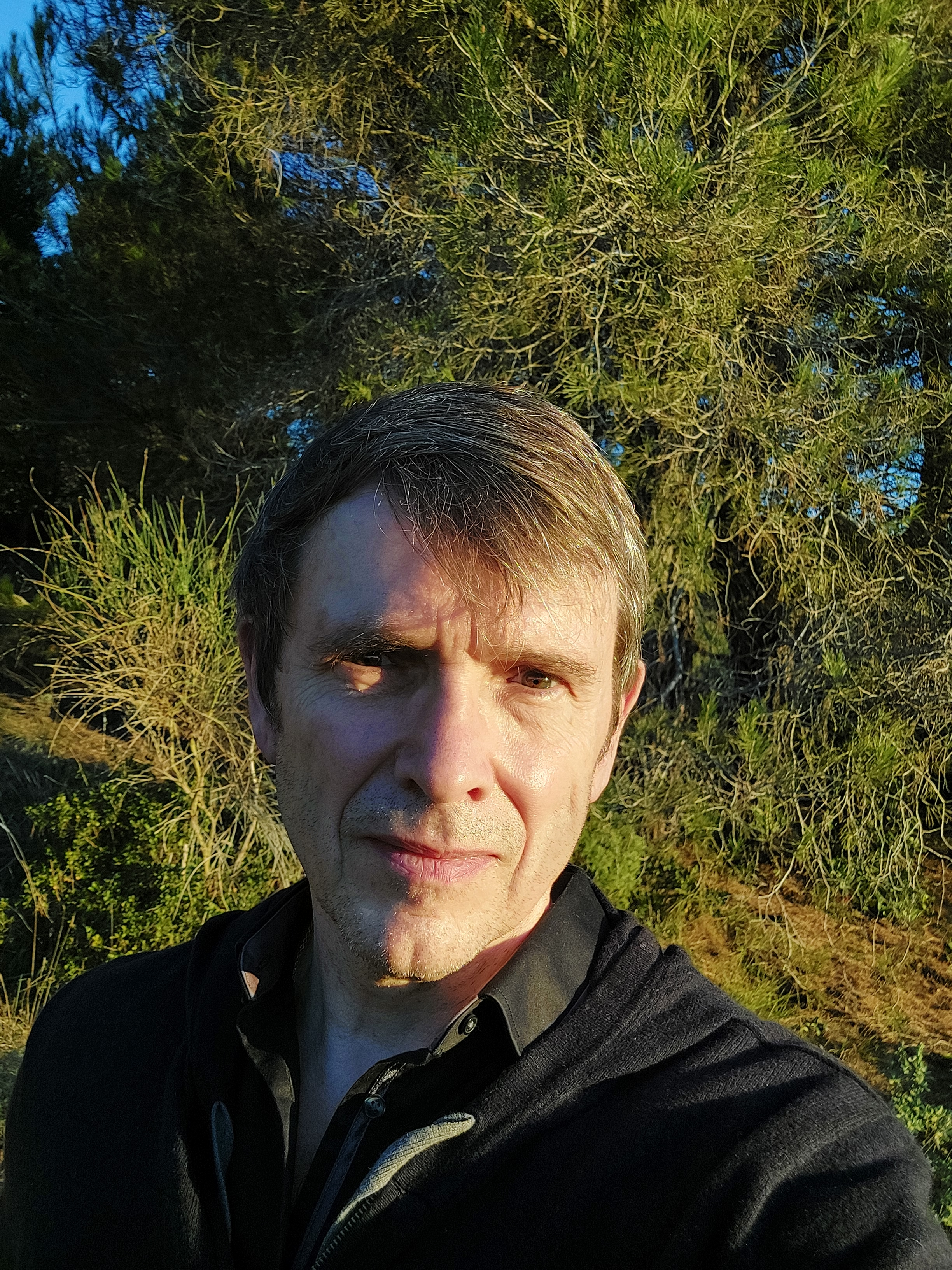
Jean-Marie Besset, 2021

Jean-Marie Besset (* 22. November 1959 in Carcassonne) ist ein französischer Dramatiker und Drehbuchautor.
Besset wuchs in Limoux auf und legte dort sein Baccalauréat ab. Er diplomierte 1981 an der École supérieure des sciences économiques et commerciales (ESSEC) und 1984 am Institut d’études politiques de Paris (IEP). Besset schrieb eine Reihe von Theaterstücken und adaptierte eine Reihe von Dramen aus dem Englischen, darunter John Logans Stück Red. Aus seinem Drama Grande École entwickelte Besset das Drehbuch für den Film Grande École, weiterhin schrieb er an den Drehbüchern für The Proprietor und La Fille du RER mit.
Besset war neun Mal für den Prix Molière nominiert und erhielt einen Prix du Syndicat de la critique für Ce qui arrive et ce qu'on attend und einen Prix SACD. Besset ist Chevalier und Officier des Ordre des Arts et des Lettres sowie Träger des Prix du Jeune Théâtre der Académie française.

## Werke
- Villa Luco (1985), ISBN 2-86943-181-3
- Fête foreign (1986), ISBN 2-86943-314-X
- Ce qui arrive et ce qu'on attend (1988), ISBN 2-86943-268-2
- Grande École (1990), ISBN 2-7427-0403-5
- Marie Hasparen (1992)
- Un cœur français (1995), ISBN 2-7427-0428-0
- Baron (1997), ISBN 2-246-64251-5
- Commentaire d'amour (1998), ISBN 2-7498-0490-6
- L'École de New York (2000)
- Rue de Babylone (2002), ISBN 2-246-67371-2
- Les Grecs (2003), ISBN 2-246-67371-2
- Un cheval (2005), ISBN 2-7498-0995-9
- RER (2005), ISBN 2-7498-1097-3
- Perthus (2007), ISBN 2-7498-1075-2